# Victor Giurgiu
Victor Giurgiu (n. 16 mai 1930, Moieciu, România – d. 23 august 2021) a fost un inginer silvic român, membru titular (1991) al Academiei Române, membru al colegiului de redacție al publicației Revista pădurilor. Victor Giurgiu a fost elev la Colegiul Național ''Andrei Șaguna'' din Brașov.